# Halcones Xalapa
O Halcones Xalapa é um clube esportivo do México que compete de forma profissional exclusivamente no basquetebol. Fundado em 2003, tem sua sede na cidade de Xalapa. Foi vice-campeão da FIBA Liga das Américas 2008/2009 e chegou ao quadrangular final da edição de 2014.